# VfB 08 Aachen
VfB 08 Aachen is een Duitse sportclub uit de stad Aken, Noordrijn-Westfalen. De club werd in 1908 als voetbalclub opgericht, maar werd later ook actief in andere sporten.

## Geschiedenis
In het voorjaar van 1908 werd door een groep jongeren de voetbalclub Minerva opgericht. Korte tijd later verenigde de club zich met een club uit de buurt en nam de naam FC Columbia aan. Later fuseerde de club met FC Rhenania tot VfB 08 Aachen. Aanvankelijk was de club niet bij een bond aangesloten maar uiteindelijk sloot de club zich aan bij de West-Duitse voetbalbond. In 1920 speelde de club voor het eerst in de hoogste klasse in de nieuwe Rijncompetitie, waar de club bleef tot 1932 met enkele korte onderbrekingen.
In 1950 promoveerde de club naar de Amateurliga Mittelrhein, de derde klasse, waar ze tot 1955 verbleven. De beste plaats hier was de vijfde in 1954. Na de degradatie verdween de club in de anonimiteit van de laagste reeksen in het Duitse voetbal.